# Anna Csúcs
Anna Csúcs, coniugata Remakné (1930), è un'ex cestista ungherese.

## Carriera
Con l'Ungheria ha disputato i Campionati europei del 1950.